# 巴桑庫蘇
巴桑庫蘇是剛果民主共和國的城鎮，由赤道省負責管轄，位於盧隆加河畔，海拔高度371米，是棕櫚油的生產和處理中心，主要農業區有玉米、木薯、稻米、花生、橡膠等，鎮上有機場設施，

## 外部連結
- Basankusu - Google Maps